# Grube Luisenthal
Die Grube Luisenthal war ein Steinkohlebergwerk im Völklinger Stadtteil Luisenthal, das 1820 den Betrieb aufnahm und die Kohleförderung am 17. Juni 2005 einstellte. Die Grube wurde durch das schwerste Grubenunglück in der Geschichte der Bundesrepublik bekannt, bei dem am 7. Februar 1962 299 Bergleute starben.

## Geschichte
Bergbau an zu Tage tretenden Kohleflözen im Gebiet des heutigen Luisenthal ist erstmals für das Jahr 1731 belegt. 1820 fasste der Preußische Bergfiskus die Gruben Bauernwald und Großwald zur Grube Bauernwald-Großwald zusammen, die im folgenden Jahr nach dem damaligen Oberberghauptmann Johann Carl Ludewig Gerhard „Grube Gerhard“ genannt wurde. Um Kohlen zur Saar transportieren zu können, wurde 1837 der Veltheim-Stollen angehauen. Der 3705 Meter lange Stollen führte später zur Grube Viktoria in Püttlingen; das Mundloch liegt unweit der Grube Luisenthal. Der erste Schacht am heutigen Standort der Grube war der 1862 abgeteufte Albert-Schacht. Er lag unmittelbar an der 1858 eröffneten Eisenbahnstrecke von Saarbrücken nach Merzig, mit der sich die Absatzmöglichkeiten für Kohle verbesserten.
Ende des 19. Jahrhunderts waren die bislang abgebauten Flammkohlefelder nördlich der Saar erschöpft. Bohrungen in den Jahren 1897 und 1898 ergaben, dass ein 500 bis 600 Meter mächtiges Fettkohlengebirge auf beiden Seiten der Saar anstand. Zu dessen Erschließung wurde ab 1899 der Richardschacht I, ein Förderschacht am Standort des Albert-Schachtes, sowie der Delbrückschacht, ein Wetterschacht am linken Saarufer bei Klarenthal, abgeteuft. 1903 wurden Sohlen in 600 und 666 Meter Teufe aufgefahren. Bei Aus- und Vorrichtearbeiten kam es 1904 zu einem Kohlebrand, so dass die Grube für drei Monate unter Wasser gesetzt wurde. Von 1910 an wurde südlich der Saar mit dem Ostschacht bei Ottenhausen (später umbenannt in Calmeletschacht) ein weiterer Wetterschacht abgeteuft. Der 1912 angeschlagene Schacht Richard II sollte der Förderung von der Sohle in 830 Meter Teufe im Nordfeld der Grube dienen.
Im Oktober 1914 wurde nach einem weiteren Grubenbrand das gesamte Bergwerk unter Wasser gesetzt. Nach mehreren gescheiterten Versuchen konnte das Bergwerk unter französischer Verwaltung 1923 zum Teil gesümpft werden. Dabei blieb der Teil unterhalb der 600-Meter-Sohle unter Wasser, da es dort offenbar immer noch brannte. Infolge weiterer Grubenbrände und der schwierigen wirtschaftlichen Situation dauerte es bis 1935, bis eine reguläre Förderung aufgenommen werden konnte. Dabei wurde 1938 der Richardschacht II weiter abgeteuft. Während des Zweiten Weltkrieges war die Grube sowohl bei Kriegsanfang wie bei Kriegsende zwischen Dezember 1944 und Mai 1945 stillgelegt. Bei einem Grubenunglück am 16. Juli 1941 starben 31 Menschen.
1954 wurde eine Grubengasabsaugung installiert, da weiterhin Probleme mit Gasausbrüchen bestanden. Das gewonnene Grubengas wird dem Kraftwerk Fenne zugeführt. 1954 wurde mit dem Abteufen des Alsbachschachtes im Saarbrücker Stadtteil Burbach begonnen, nachdem Probebohrungen große Kohlevorkommen nachgewiesen hatten. 1957 entstand ein Förderstollen, durch den die neugebaute Kokerei Fürstenhausen mit Kohle beliefert wurde.

### Grubenunglück von Luisenthal 1962
Am 7. Februar 1962 um 7:50 Uhr ereignete sich im Bergwerk Luisenthal eines der schwersten Grubenunglücke in der Geschichte Deutschlands. Durch eine Explosion im Alsbachfeld kamen 299 Bergleute zu Tode. Höchstwahrscheinlich ging sie von einem über- und unterbauten Querschlag aus, der nur schwach bewettert war und in dessen Firste sich Methangas angesammelt hatte. Beginnend als Grubengasabflammung, die im Bereich einer Streckeneinmündung eine Schlagwetterexplosion auslöste, kam es schließlich zu einer Reihe von Kohlenstaubexplosionen mit verheerender Wirkung. Die Explosion konnte sich trotz zahlreicher aufgestellter Gesteinstaubsperren und Feuchtzonen so verheerend auswirken. Die Zündursache blieb ungeklärt. Das Entzünden einer Zigarette (es wurde Rauchzeug gefunden) oder die Glühwendel einer beschädigten Kopfleuchte kommen am ehesten in Betracht.
Zu diesem Zeitpunkt waren 664 Arbeiter unter Tage, 433 von ihnen im Explosionsbereich. Nur 61 blieben unverletzt. An das Unglück erinnert heute ein Denkmal mit einer Statue der heiligen Barbara sowie drei Rundbogenfenster des Künstlers Ferdinand Selgrad im Gebäude der Bergwerksdirektion Saarbrücken von 1964. Im deutschen Steinkohlenbergbau wurde aufgrund dieses Grubenunglückes das Staubbindeverfahren und die Verwendung von Wassertrogsperren eingeführt.

### Nach 1962
1966 übernahm die Grube Luisenthal Grubenfelder der stillgelegten Grube Viktoria in Püttlingen und das Feld Amelung der Grube Von der Heydt. Zwischen 1965 und 1967 wurde der 5,5 Kilometer lange Ludwigsstollen als Verbundstollen zur Grube Jägersfreude aufgefahren. In den 1970er Jahren bildete Luisenthal zusammen mit der Grube Camphausen ein Verbundbergwerk; in den 1990er Jahren wurde sie mit der Grube Warndt zum Bergwerk Warndt/Luisenthal zusammengelegt. Ein untertägiger Verbund wurde 1995 errichtet.
Die Kohleförderung am Standort Luisenthal stellte man Ende 1994 ein, allerdings wurden die Schächte weiterhin zum Transport von Material und zur Seilfahrt verwendet. Mitte 2005 stellte das Bergwerk Warndt/Luisenthal endgültig die Steinkohlenförderung ein. 2006 wurde der Warndt-Schacht mit Beton verfüllt. Die Richardschächte in Luisenthal wurden noch eine Weile zur Grubengasabsaugung offengehalten. Bis Juni 2012 wurden beide Richardschächte bis 97 Meter Teufe verfüllt. Grubengas wird weiterhin abgesaugt, die Wasserhaltung erfolgt jetzt im Brunnenbetrieb.
In der Zeit ihres Bestehens wurden insgesamt rund 58 Millionen Tonnen Kohle gefördert. Im Jahr 1959 waren in Luisenthal etwa 3800 Bergleute beschäftigt. Die Belegschaft hat sich von 1958 bis 1994 fast halbiert, wohingegen sich die Untertageleistung (Kohleförderung pro Mannschicht) beinahe vervierfachte.
Nach dem Ende des Saarbergbaus hat auch der Zahn der Zeit seine Spuren auf dem Gelände des Bergwerks Luisenthal hinterlassen. Am 19. November 2018 wurde begonnen, die auf dem Gelände befindlichen Gebäude abzureißen. Lediglich denkmalgeschützte Bauten, wie z. B. die Fördergerüste oder auch das Verwaltungsgebäude bleiben erhalten.

## Bergehalde Luisenthal
Westlich des eigentlichen Bergwerks befindet sich eine ca. 50 Meter hohe Bergehalde, die bis zum Ende der Kohleförderung am 17. Juni 2005 betrieben wurde. Sie ist für die Öffentlichkeit nicht mehr begehbar und seit der Rekultivierung ein Naturschutzgebiet. In Zukunft plant die RAG die Installation von Windrädern sowie einer Solaranlage auf der Halde zur Energiegewinnung und sinnvollen Flächennutzung geschlossener Bergwerke und Halden.